# Madara
Madara (bolgarsko Мадара) je naselje v severovzhodni Bolgariji, del občine Šumen, oblast Šumen. Madara leži 15 kilometrov vzhodno od mesta Šumen, na zahodnem vznožju planote Madara.

## Zgodovina
Prve sledi starodavne zgodovine Madare so bile najdene v zgodnjih 1930-ih med izkopavanjem dveh tračanskih grobišč na planoti. Grobni inventar ponuja informacije o trgovinskih odnosih lokalnih Tračanov z grškimi kolonijami na maloazijski obali in bližnji obali Črnega morja. Najdeni arheološki materiali, povezani z življenjem Tračanov, ob vznožju skal in na območju rimske vile kažejo, da grobne gomile na planoti pripadajo veliki tračanski naselbini po 4.. stoletju pr. n. št. Eden najbolj zanesljivih znakov so tračanska svetišča. V bližini vasi so bili najdeni ostanki poznoantične cerkve, za katero se zdi, da so jo v času Prvega bolgarskega cesarstva razširili in uporabljali kot svetišče.
Že v času carja Ivana Šišmana je na mestu današnje vasi obstajala trdnjava Madara (Madra, Matern). Leta 1388 so Madaro osvojili Turki. Osvajalci so pregnali duhovnike, porušili cerkve in požgali samostanski kompleks. Vse to so storili, da bi uničili krščansko vero med lokalnim prebivalstvom in vsilili svojo islamsko vero.
Po Štefanu Nedevu je oktobra 1444 zbrana združena križarska vojska Vladislava III. Jagela in Janosa Hunyadija je dosegla trdnjavo Madara, vendar jo je zapustila osmanska garnizija.
V 15.–16. stoletju je vas postala žarišče pomembnih političnih dogodkov, zaradi katerih so številni trpeli: vas je bila označena na zemljevidih turške vojske in v opisih renesančnih popotnikov kot satelitska turška naselbina. Znano je, da je konec 19. stoletja ob potoku, ki priteka iz Velike jame, stalo več mlinov, povezanih z legendami o skritem bogastvu in krvavih zgodbah.
Sodobno vas so po osvoboditvi Bolgarije ustanovili naseljenci iz bližnje Kjulevča blizu Kaspičana; v 1940-ih in 1950-ih so prišli naseljenci iz Pirinske in Sofijske regije in kasneje naseljenci iz Trekliana.

## Kulturne in naravne znamenitosti
Madara je znana po nacionalnem zgodovinskem in arheološkem rezervatu Madara, 1,5 km vzhodno od vasi, enem od 100 turističnih krajev Bolgarije. Rezervat vključuje neolitske in eneolitske najdbe, tračansko naselbino, starorimsko vilo in trdnjavo iz 2.–5. stoletja, srednjeveško bolgarsko palačo, poganska svetišča, krščanske cerkve in samostane ter trdnjave iz Prvega bolgarskega cesarstva. Tu je tudi jamski samostan iz 12.–14. 
Najpomembneje je, da je Madara lokacija slavnega Madarskega konjenika, zgodnjesrednjeveškega (zgodnjega 8. stoletja) velikega skalnega reliefa, ki so ga izklesali Bolgari in vsebuje tudi več epigrafov zgodovinskega pomena, napisanih v srednjeveški grščini; relief najverjetneje izvira iz časa vladavine Tervela Bolgarskega.
Velika rimska vila je bila morda v središču cesarskega posestva pod principatom. Vila je bila v 3. stoletju poškodovana in v 4. stoletju delno obnovljena. Ta poznejša faza je vključevala vsaj en horreum (kašča), zgrajen ob steni severnega obzidja in je vključeval vinsko stiskalnico in dolio (shranjevalne posode), kar kaže, da so ga uporabljali za proizvodnjo vina. Stavbe so bile uničene in zapuščene v poznem 4. ali začetku 5. stoletja
Arheološki rezervat je najprej preučeval madžarski arheolog Géza Fehér, nato pa češko-bolgarski arheolog Karel Škorpil in bolgarski Rafail Popov.
V srednjem veku je bila vas bolgarska trdnjava Matora. V osmanskih registrih leta 1481 je bila omenjena kot Matara. 
Tovarna tovornjakov v Šumenu se imenuje Madara po arheološkem rezervatu.